# Kloster St-Léonard-des-Chaumes
Saint-Léonard-des-Chaumes (lat. Sanctus Leonardus de Calmis, von afr. chaume, lat. calma, „Heide“, „Brachland“) war eine Zisterzienserabtei rund sieben Kilometer östlich von La Rochelle im heutigen Gebiet der Gemeinde Dompierre-sur-Mer im Département Charente-Maritime, Region Nouvelle-Aquitaine, Frankreich.

## Geschichte

### Gründung
Über die Gründung des Klosters haben sich keine Dokumente erhalten. Nach Jean Besly (1572–1644) wurde es bereits 1036 von Odo von Aquitanien gegründet. Nach einer anderen Tradition, die jedoch aus chronologischen Gründen ausscheidet, soll erst Otto von Braunschweig, seit 1196 Graf von Poitou und Herzog von Aquitanien, der Gründer gewesen sein. Einer dritten Tradition zufolge, die auf eine Erklärung der Mönche von 1497 zurückgeht, sollen die Herren von Dompierre Gründer und Schutzherren des Klosters gewesen sein.
1168 schloss sich das Kloster jedenfalls dem Zisterzienserorden an, indem es sich dem Kloster Bœuil unterstellte. Kloster Bœuil gehörte selbst über sein Mutterkloster Dalon der Filiation der Primarabtei Pontigny an.

### Trockenlegung der Marais
Die Klöster, die auf den Inseln oder, wie St-Léonard, am Rand der Feucht- und Marschgebiete (frz. Marais) des Sèvre-Beckens angesiedelt waren, spielten im Mittelalter, zum Teil schon seit dem 11. Jahrhundert, eine führende Rolle bei der Trockenlegung und Nutzbarmachung dieser Gebiete durch Entwässerungs- und Deichanlagen. Nachdem Geoffroi Ostorius, Herr von Marans, 1192 den drei Klöstern La Grâce-Dieu, La Grâce-Notre Dame de Charron und St Léonard den Marais des Alouettes zur Trockenlegung und Nutzung überlassen hatte, beteiligte sich auch St-Léonard daran, zum Schutz gegen Überflutung dieses Gebietes eine Art Deich, den später (belegt seit 1273) so genannten Bot de l'Alouette, anzulegen. Im Verbund mit den Templern von Bernay (Île de Marans) beteiligte St Léonard sich außerdem an der Trockenlegung des Marais de la Brune, durch Errichtung des mit einem Kanal verbundenen Bot de l'Angle (belegt 1246), der nach 1249 noch mit dem Bot de Brie zusammengeführt wurde. 1270 schloss St Léonard einen Bund mit den Benediktinern von Saint-Michel-en-l’Herm und von Maillezais und den Templern von La Rochelle, um weitere Maßnahmen durchzuführen, darunter einen später Vielles Brunes genannten Kanal von der Brücke von La Brune bis zu einem Ort namens Port des Pècheurs.

### Frühe Neuzeit
Während der Hugenottenkriege wurden die Klostergebäude 1568 nahezu vollständig zerstört, bis auf Teile des Refektoriums, die zu einer Kapelle umgebaut wurden.
Die Abtei wurde außerdem umgewandelt in eine Kommende der französischen Krone. Der Abt einer solchen Kommende wurde vom König ernannt und vom Papst bestätigt, und die Einkünfte wurden zu dem Anspruch nach gleichen, in der Realität oft ungleichen Teilen in der Weise gedrittelt, dass ein Teil dem Abt als Inhaber der Kommende zustand, ein zweiter Teil der Klostergemeinschaft unter Führung eines Priors und ein dritter Teil für die allgemeinen Ausgaben vorgesehen war.
Der erste namentlich bekannte Empfänger der Kommende St Léonard war, wie es in der Diözese Saintes häufiger vorkam, ein Protestant: Gabriel de Lamet, Seigneur de Coudon et de Cheusse, Schöffe von La Rochelle, wurde am 22. Februar 1583 mit königlichem Brevet ernannt und behielt die Kommende bis 1609, gefolgt von Paul Hurault de l'Hôpital, Erzbischof von Aix (1599–1624), der sie seinerseits 1610 Vincent de Paul überließ. In dem am 14. Mai 1610 geschlossenen Vertrag mit seinem Vorgänger musste Vincent sich verpflichten, diesem zur Abgeltung eine jährliche Pension von 1.200 Livres zu zahlen, was einem Drittel der Gesamteinkünfte entsprach. Am 17. Mai unterzeichnete Hurault seinen Verzicht, am 10. Juni folgte die Ernennung durch den Dauphin und im September die Bestätigung durch Paul V. Bei der amtlichen Inbesitznahme am 16. Oktober fand er dann eine desolate Lage und die Klosteranlage in Trümmern vor, außerdem rechtliche Konflikte, die ihn in der Folgezeit mit Prozessen beschäftigten. Er führte zwar den Titel eines Abbé commendataire, wohnte jedoch in Paris und übernahm als Pfarrer von Clichy und Erzieher im Haus der Gondi andere Aufgaben. Am 29. Oktober 1616 unterzeichnete er den Verzicht auf seine Kommende.
Um 1650 trat das Kloster dem reformierten Zweig des Ordens bei, der als erste Äbte aus dem Umkreis von Charles Bourgeois zunächst Denis de Chastillon und dann Claude Petit einsetzte. Das Kloster zählte um diese Zeit allerdings nur noch drei Mönche. 1663 sind Arbeiten zur baulichen Wiederherstellung bezeugt, und als Jacques Boyer kurz vor 1714 das Kloster besuchte, fand er einen „angenehmen Klosterbezirk“ und eine „adrette Kirche“ vor.
Die wirtschaftliche Lage ist besonders für die 1720er-Jahre dokumentiert. Das Kloster bestand zu dieser Zeit aus „Kapelle, Gebäuden, Gemäuern, Hof, Garten und Vorbezirk (préclauture)“, außerdem einer angrenzenden Weide und einem Stück Brachland, insgesamt ungefähr fünf Hufen Nutzfläche zur Verfügung der Gemeinschaft. Die Einkünfte aus Abgaben, Verpachtungen und anderen Rechtstiteln ergaben 1723 ohne Naturalleistungen einen Gesamtertrag von rund 1.860 Livres, denen Verpflichtungen in Höhe von 1.913 Livres gegenüberstanden. Der Gesamtertrag muss dennoch höher gewesen sein, denn aus einer Beschwerde der Mönche von 1726 ergibt sich, dass zu dieser Zeit 2.863 L. zu verteilen waren: nach einer schon 1663 festgelegten Teilung standen hiervon dem Abt 1.175 L. zu, den Mönchen 631 L., während 1.057 L. vom Abt für allgemeine Ausgaben zu verwenden waren, von denen er jedoch 300 L. den Mönchen für die Zahlung solcher Ausgaben überließ, 206 L. für Abgaben verwendete und den Rest von 551 L. für sich behielt.
In der Französischen Revolution wurde das Kloster 1791 ein weiteres Mal und diesmal vollständig zerstört, die Gemeinschaft aufgelöst und der letzte Abt zum Treueid auf die Revolution genötigt.

## Bauten und Anlage
Von den Gebäuden des Klosters ist nichts mehr erhalten, auch detaillierte Beschreibungen oder zeitgenössische Abbildungen scheinen nicht bekannt geworden zu sein. Auf dem Gebiet der ehemaligen Klosteranlage befindet sich heute als Ortsteil von Dompierre der Weiler L'Abbaye, der mit seinem Namen noch an die frühere Abtei erinnert.

## Bekannte Personen aus der Geschichte des Klosters
- Gausbert de Poicibot, Trobador (um 1210–1230), war in seiner Jugend zunächst Mönch von St Léonard und trat dann um einer Frau willen („per voluntat de femna“) aus dem Kloster aus, um als Joglar am Hof von Savaric de Mauléon sein Glück zu suchen.[26]
- Vinzenz von Paul, Kommendatarabt 1610–1616